# Rouvillers
Rouvillers – miejscowość i gmina we Francji, w regionie Hauts-de-France, w departamencie Oise.
Według danych na rok 1990 gminę zamieszkiwało 241 osób, a gęstość zaludnienia wynosiła 20 osób/km² (wśród 2293 gmin Pikardii Rouvillers plasuje się na 758. miejscu pod względem liczby ludności, natomiast pod względem powierzchni na miejscu 321.).